# Edson Zenteno
Edson Marcelo Zenteno Álvarez (Cochabamba, 12 de agosto de 1978) es un exfutbolista boliviano. Se desempeñó como centrocampista.

## Clubes
| Club                   | País    | Año         |
| ---------------------- | ------- | ----------- |
| Aurora                 | Bolivia | 2003 - 2005 |
| The Strongest          | Bolivia | 2006        |
| Aurora                 | Bolivia | 2007 - 2009 |
| Ciclón                 | Bolivia | 2009 - 2010 |
| Guabirá                | Bolivia | 2010        |
| Aurora                 | Bolivia | 2011 - 2012 |
| Nacional Potosí        | Bolivia | 2012 - 2014 |
| Wilstermann            | Bolivia | 2014        |
| Aurora                 | Bolivia | 2015        |
| Universitario de Sucre | Bolivia | 2015        |

## Vida personal
Es hermano mayor del también futbolista Edward Zenteno.